# Estadio Abdullah bin Khalifa
El Estadio Abdullah bin Khalifa (en árabe: ملعب لخويا الرياضي), también llamado Lekhwiya Sports Stadium, es un estadio multipropósito ubicado en la ciudad de Doha, Catar. El estadio fue inaugurado en 2013 y posee una capacidad para 10 000 personas.
El estadio lleva el nombre del ex primer ministro catarí, el jeque Abdallah ibn Khalifah Al-Thani, y alberga al Lekhwiya SC club que disputa la Catar Stars League.
El estadio es parte del complejo deportivo de las Fuerzas de Seguridad Interna, incluye salas VIP, un hotel con capacidad para 75 habitaciones, cuatro campos de entrenamiento, estacionamientos y sala panorámica.

## Eventos

### Copa Asiática 2024
El estadio albergó siete partidos de la Copa Asiática 2024.
| Fecha               | Equipo 1   | Resultado    | Equipo 2   | Ronda                 | Asistencia |
| ------------------- | ---------- | ------------ | ---------- | --------------------- | ---------- |
| 13 de enero de 2024 | China      | 0–0          | Tayikistán | Primera fase, Grupo A | 4,001      |
| 16 de enero de 2024 | Tailandia  | 2–0          | Kirguistán | Primera fase, Grupo F | 4,530      |
| 19 de enero de 2024 | Vietnam    | 0–1          | Indonesia  | Primera fase, Grupo D | 7,253      |
| 21 de enero de 2024 | Omán       | 0–0          | Tailandia  | Primera fase, Grupo F | 6,340      |
| 23 de enero de 2024 | Hong Kong  | 0–3          | Palestina  | Primera fase, Grupo C | 6,568      |
| 25 de enero de 2024 | Kirguistán | 0–0          | Omán       | Primera fase, Grupo F | 6,231      |
| 31 de enero de 2024 | Irán       | 1–1 (5–3 p.) | Siria      | Octavos de final      | 8,720      |